# Geneviève Grad

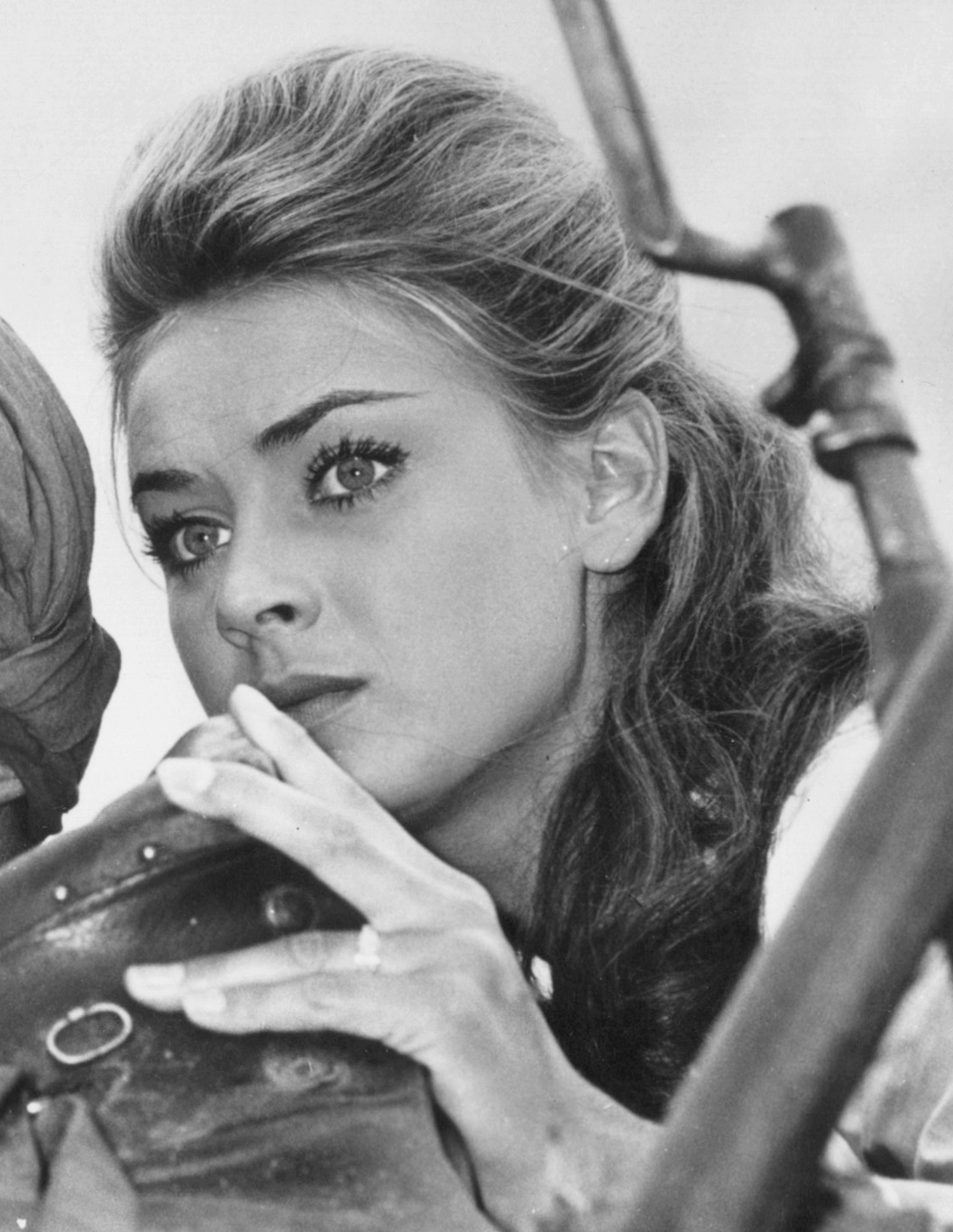
Geneviève Grad

Geneviève Grad (Parigi, 5 luglio 1944 – La Chaussée-Saint-Victor, 8 novembre 2024) è stata un'attrice francese.

## Biografia
Inizialmente incline a seguire il suo sogno di diventare ballerina, venne notata da un agente cinematografico e, dopo alcune piccole parti sul grande schermo, lavorò anche per il teatro e per la televisione.
Tra i ruoli da lei interpretati sul grande schermo vi fu quello di Nicole Cruchot, figlia del maresciallo Ludovic Cruchot (interpretato da Louis de Funès), nei primi tre film della serie I gendarmi di Saint-Tropez. 
Negli anni settanta lasciò il cinema per lavorare come assistente di produzione per la rete televisiva TF1 e poi come antiquaria.
Geneviève Grad è morta l'8 novembre 2024 all'età di 80 anni.

## Vita privata
Ebbe un figlio da Igor Bogdanoff. Si sposò il 19 marzo 1993 con l'architetto Jean René André Yvon Guillaume.

## Filmografia

### Cinema
- Un soir sur la plage, regia di Michel Boisrond (1961)
- Capitan Fracassa, regia di Pierre Gaspard-Huit (1961)
- Il conquistatore di Corinto, regia di Mario Costa (1962)
- Arsenio Lupin contro Arsenio Lupin (Arsène Lupin contre Arsène Lupin), regia di Édouard Molinaro (1962)
- I normanni, regia di Giuseppe Vari (1962)
- L'Empire de la nuit, regia di Pierre Grimblat (1962)
- Ercole contro Moloch, regia di Giorgio Ferroni (1963)
- L'eroe di Babilonia, regia di Siro Marcellini (1963)
- Sandokan, la tigre di Mompracem, regia di Umberto Lenzi (1963)
- Spionaggio a Gibilterra (Gibraltar), regia di Pierre Gaspard-Huit (1964)
- Una ragazza a Saint-Tropez (Le Gendarme de Saint-Tropez), regia di Jean Girault (1964)
- Tre gendarmi a New York (Le Gendarme à New York), regia di Jean Girault (1965)
- Su nombre es Daphne (1966)
- Le Fossé (1967)
- Au théâtre ce soir: Ami-ami (1967)
- Le Démoniaque: Lise, regia di René Gainville (1968)
- Calma ragazze, oggi mi sposo (Le Gendarme se marie), regia di Jean Girault (1968)
- Palais des anges érotiques et des plaisirs secrets, regia di Walter Hugo Khouri (1970)
- OSS 117 prend des vacances, regia di Pierre Kalfon (1970)
- Flash Love (1972)
- Au théâtre ce soir: La moitié du plaisir (1975)
- Libertés sexuelles (1977)
- Le Maestro, regia di Claude Vital (1977)
- Comme une femme: La sœur d'Olivier, regia di Christian Dura (1980)
- Voulez-vous un bébé Nobel?, regia di Robert Pouret (1980)
- Ça va pas être triste, regia di Pierre Sisser (1983)

### Televisione
- L'Enlèvement d'Antoine Bigut (1964)
- Chambre à louer (1965)
- Frédéric le gardian (1965)
- Quand la liberté venait du ciel (1967)
- Agenzia Interim (Agence Intérim) - serie televisiva (1969)
- Voltaire (1978)
- La Vie des autres (1980)
- La Pharisienne (1980)